# Campionat del Món de keirin femení
El Campionat del món de keirin femení és el campionat del món de Keirin organitzat anualment per l'UCI, dins els Campionats del Món de Ciclisme en pista, i es porta disputant des del 2002.

## Pòdiums de les Guanyadores
| Proves | Or                          | Plata                     | Bronze                 |
| 2002   | Li Na (CHN)                 | Clara Sanchez (FRA)       | Rosealee Hubbard (AUS) |
| 2003   | Svetlana Grankovskaya (RUS) | Anna Meares (AUS)         | Oksana Grichina (RUS)  |
| 2004   | Clara Sanchez (FRA)         | Elisa Frisoni (ITA)       | Jennie Reed (USA)      |
| 2005   | Clara Sanchez (FRA)         | Elisa Frisoni (ITA)       | Yvonne Hijgenaar (NED) |
| 2006   | Christin Muche (GER)        | Clara Sanchez (FRA)       | Guo Shuang (CHN)       |
| 2007   | Victoria Pendleton (GBR)    | Guo Shuang (CHN)          | Anna Meares (AUS)      |
| 2008   | Jennie Reed (USA)           | Victoria Pendleton (GBR)  | Christin Muche (GER)   |
| 2009   | Guo Shuang (CHN)            | Clara Sanchez (FRA)       | Willy Kanis (NED)      |
| 2010   | Simona Krupeckaite (LTU)    | Victoria Pendleton (GBR)  | Olga Panarina (BLR)    |
| 2011   | Anna Meares (AUS)           | Olga Panarina (BLR)       | Clara Sanchez (FRA)    |
| 2012   | Anna Meares (AUS)           | Iekaterina Gnidenko (RUS) | Kristina Vogel (GER)   |
| 2013   | Rebecca James (GBR)         | Gong Jinjie (CHN)         | Lisandra Guerra (CUB)  |
| 2014   | Kristina Vogel (GER)        | Anna Meares (AUS)         | Rebecca James (GBR)    |
| 2015   | Anna Meares (AUS)           | Shanne Braspennincx (NED) | Lisandra Guerra (CUB)  |
| 2016   | Kristina Vogel (GER)        | Anna Meares (AUS)         | Rebecca James (GBR)    |
| 2017   | Kristina Vogel (GER)        | Martha Bayona (COL)       | Nicky Degrendele (BEL) |